# Quân Thần thiền vu
Quân Thần thiền vu (giản thể: 军臣单于; phồn thể: 軍臣單于; bính âm: Jūnchén Chányú, trị vì 161–126 TCN), là một thiền vu của Hung Nô, kế vị Lão Thượng thiền vu (老上單于). Dưới thời cai trị kéo dài của mình, Quân Thần thiền vu trị vì song song với Hán Văn Đế (trị vì 180–157 TCN), Hán Cảnh Đế (trị vì 157–141 TCN), và mất dưới thời Hán Vũ Đế (trị vì 141–87 TCN). Cả ba vị hoàng đế nhà Hán đều công nhận hiệp ước hòa thân với Hung Nô.
Hiệp ước về tổng thể được giữ vững dưới thời Quân Thần thiền vu, tuy nhiên, các sử sách Trung Hoa lưu ý rằng mối quan hệ phụ thuộc này đã bị đe dọa trong một số trường hợp, trong đó có các cuộc trả đũa của người Hung Nô được coi như những hình phạt cho hành vi vi phạm hiệp ước, và nhà Hán từng tấn công trực tiếp thiền vu. Người Hung Nô dễ bị ảnh hưởng nếu quan hệ thương mại gặp nguy hiểm, là một điều khoản trong hiệp ước hòa thân, và các sử sách Trung Hoa đặc biệt lưu ý về một số trường hợp mở cửa thương mại biên mậu, ngụ ý rằng biên mậu tại thời điểm đó bị cấm. Một cuộc phục kích xảy ra vào năm 133 TCN, khi Quân Thần thiền vu bị nhử đến biên giới, và ông đã gần như lọt vào ổ phục kích của 30 vạn tráng binh Hán, và đã may mắn khi có một viên quan người Hán cho ông biết về kế hoạch này. Sau cuộc phục kích thất bại, hiệp ước đã bị bãi bỏ trên thực tế, các mối quan hệ trở nên căng thẳng, những thương nhân biên mậu bị tấn công, năm 127 TCN, quân Hán tấn công và trục xuất bộ lạc Hung Nô Lâu Phiền (楼烦, 樓煩) và Bạch Dương (白羊) từ Ordos, và sau đó cho xây các công sự và thành để phòng ngự vùng lãnh thổ mới chiếm được.
Mùa đông năm 126 TCN, Quân Thần thiền vu mất; em trai của ông, Tả Cốc Lễ vương Y Trĩ Tà lên ngôi thiền vu (trị vì 126-114 TCN).